# Americhernes
Genre
Americhernes est un genre de pseudoscorpions de la famille des Chernetidae.

## Distribution
Les espèces de ce genre se rencontrent en Amérique et en Océanie.

## Liste des espèces
Selon Pseudoscorpions of the World (version 3.0) :
- Americhernes andinus (Beier, 1959)
- Americhernes bethaniae Mahnert, 1979
- Americhernes chilensis (Beier, 1964)
- Americhernes eidmanni (Beier, 1935)
- Americhernes ellipticus (Hoff, 1944)
- Americhernes guarany (Feio, 1946)
- Americhernes incertus Mahnert, 1979
- Americhernes kanaka (Chamberlin, 1938)
- Americhernes levipalpus (Muchmore, 1972)
- Americhernes longimanus Muchmore, 1976
- Americhernes mahnerti Harvey, 1990
- Americhernes muchmorei Harvey, 1990
- Americhernes neboissi Harvey, 1990
- Americhernes oblongus (Say, 1821)
- Americhernes orestes Harvey, 1990
- Americhernes paluma Harvey, 1990
- Americhernes perproximus (Beier, 1962)
- Americhernes plaumanni (Beier, 1974)
- Americhernes puertoricensis Muchmore, 1976
- Americhernes reductus Muchmore, 1976
- Americhernes samoanus (Chamberlin, 1938)
- Americhernes suraiurana (Feio, 1945)

## Publication originale
- Muchmore, 1976 : Pseudoscorpions from Florida and the Caribbean area. 5. Americhernes, a new genus based upon Chelifer oblongus Say (Chernetidae). Florida Entomologist, vol. 59, no 2, p. 151-163 (texte intégral).